# موجو
موجو (به ایتالیایی: Muggiò) یک کومونه در ایتالیا است که در استان مونتزا و بریانتزا واقع شده‌است.

## خصوصیات
موجو ۵٫۵ کیلومترمربع مساحت و ۲۳٬۳۶۲ نفر جمعیت دارد و ۱۸۶ متر بالاتر از سطح دریا واقع شده‌است.